# 2002-es magyar birkózóbajnokság
A 2002-es magyar birkózóbajnokság a kilencvenötödik magyar bajnokság volt. Ettől az évtől férfi kötött- és szabadfogásban 55, 60, 66, 74, 84, 96 és 120 kg-ban, női szabadfogásban 48, 51, 55, 59, 63, 67 és 72 kg-ban rendeztek bajnokságot. A férfi kötöttfogású bajnokságot október 12-én rendezték meg Kecskeméten, a férfi és a női szabadfogású bajnokságot pedig szeptember 28-án Budapesten, a csepeli sportcsarnokban.

## Eredmények

### Férfi kötöttfogás
| Versenyszám | Arany                           | Arany | Ezüst                        | Ezüst | Bronz                            | Bronz |
| ----------- | ------------------------------- | ----- | ---------------------------- | ----- | -------------------------------- | ----- |
| 55 kg       | Oláh Tibor BVSC-Ganz-Tát        |       | Kollár Norbert Vasas SC      |       | Szarka Imre Szolnoki MÁV         |       |
| 60 kg       | Bóna László Vasas SC            |       | Kincses János Csepeli BC     |       | Komáromi Ede Vasas SC-Egri Vasas |       |
| 66 kg       | Nagy Balázs Kecskeméti TE       |       | Füredy Levente BVSC-Ganz-Tát |       | Dreschler Attila Ferencvárosi TC |       |
| 74 kg       | Berzicza Tamás Kecskeméti TE    |       | Hirbik Csaba Vasas SC        |       | Gyurasits Csaba Vasas SC         |       |
| 84 kg       | Bárdosi Sándor BVSC-Ganz-Tát    |       | Kismóni János Vasas SC       |       | Kapuvári Gábor Váci Forma SE     |       |
| 96 kg       | Virág Lajos Vasas SC-Egri Vasas |       | Kaló Béla Ferencvárosi TC    |       | Németh Miklós Bp. Spartacus      |       |
| 120 kg      | Deák Bárdos Mihály Vasas SC     |       | Aubéli Ottó Csepeli BC       |       | Turányi Ferenc Dunaferr SE       |       |

### Férfi szabadfogás
| Versenyszám | Arany                       | Arany | Ezüst                          | Ezüst | Bronz                        | Bronz |
| ----------- | --------------------------- | ----- | ------------------------------ | ----- | ---------------------------- | ----- |
| 55 kg       | Dobozi Zoltán Csepeli BC    |       | Rádóczi Balázs Csepeli BC      |       | Purczeld Gábor Csepeli BC    |       |
| 60 kg       | Bánkuti Zsolt Csepeli BC    |       | Gáspár András Vasas SC         |       | Kincses János Csepeli BC     |       |
| 66 kg       | Szabó Gergő Váci Forma SE   |       | Wöller Gergő Vasi Volán SE     |       | Dencsik István Kecskeméti TE |       |
| 74 kg       | Gyurasits Csaba Vasas SC    |       | Jeszenszky László Orosházi MTK |       | Hatos Gábor Haladás VSE      |       |
| 84 kg       | Ritter Árpád Csepeli BC     |       | Kapuvári Gábor Váci Forma SE   |       | Martin Gábor Vasas SC        |       |
| 96 kg       | Farkas Zoltán BVSC-Ganz-Tát |       | Rozbora Norbert Vasas SC       |       | Balla András Vasas SC        |       |
| 120 kg      | Aubéli Ottó Csepeli BC      |       | Turák Pál Tatabányai SC        |       | Turányi Ferenc Dunaferr SE   |       |

### Női szabadfogás
| Versenyszám | Arany                                                    | Arany | Ezüst                         | Ezüst | Bronz                              | Bronz |
| ----------- | -------------------------------------------------------- | ----- | ----------------------------- | ----- | ---------------------------------- | ----- |
| 48 kg       | Szappanosné Galamb Krisztina Sátoraljaújhelyi Előre      |       | –                             |       | –                                  |       |
| 51 kg       | Kiss Veronika Egri BBK                                   |       | Józsa Ildikó Kecskeméti TE    |       | –                                  |       |
| 55 kg       | Godó Kitti Ferencvárosi TC                               |       | –                             |       | –                                  |       |
| 59 kg       | Körtély Csilla Pestszentimrei BSE                        |       | Csengő Enikő Bajai BC         |       | Tóth Angéla Sátoraljaújhelyi Előre |       |
| 63 kg       | Sastin Marianna Mosonmagyaróvári Delta SE                |       | Szabovik Adrienn Orosházi MTK |       | Németh Melinda Érdi Spartacus      |       |
| 67 kg       | Klein Veronika Ferencvárosi TC-Mosonmagyaróvári Delta SE |       | Dankó Mónika Esztergomi BSE   |       | –                                  |       |
| 72 kg       | Soós Rita Csepeli BC                                     |       | Vid Gabriella Bp. Spartacus   |       | Bari Judit Csepeli BC              |       |